# Матчи сборной Петрограда по футболу (1917)
Сезон 1917 года стал 16-м в истории сборной Петрограда по футболу.
В нём сборная провела 1 официальный матч (товарищеский междугородний) и 1 неофициальный.

## Классификация матчей
По установившейся в отечественной футбольной истории традиции официальными принимаются
- Все соревновательные матчи[К 4] официальных турниров — чемпионатов СССР, Российской империи и РСФСР — во времена, когда они проводились среди сборных городов (регионов, республик), и сборная Санкт-Петербурга (Ленинграда) была субъектом этих соревнований; к числу таковых относятся также матчи футбольных турниров на Спартакиадах народов СССР 1956 и 1979 года.
- Междугородние товарищеские игры сборной сильнейшего состава без формальных ограничений[К 5] с адекватным по статусу соперником. Матчи с клубами Санкт-Петербурга и других городов, со сборными не сильнейшего состава и т. п. составляют другую категорию матчей.
- Международные матчи с соперниками топ-уровня — в составах которых выступали футболисты, входившие в национальные сборные либо выступавшие в чемпионатах (лигах) высшего соревновательного уровня своих стран — как профессионалы, так и любители[К 6]. Практиковавшиеся (в основном, в 1920—1930-х годах) международные матчи с так называемыми «рабочими» и им подобными по уровню командами, состоявшими, как правило, из неконкурентоспособных игроков-любителей невысокого уровня, заканчивавшиеся обычно их разгромными поражениями, отнесены в отдельную категорию матчей.

## Статистика сезона
| 1917        |                           |     |
| Н (1)       | Петроград — «Новогиреево» | 0:2 |
| МГ 13       | Петроград — Москва        | 1:1 |
| Итого       |                           |     |
| И В Н П М   |                           |     |
| 1 0 1 0 1−1 |                           |     |
| 1 0 1 0−2   |                           |     |

## Официальные матчи

### 31. Петроград — Москва — 1:1
Междугородний товарищеский матч 13 (отчет)

| Петроград     | 1:1 | Москва         |
| ------------- | --- | -------------- |
| - Карнеев 10′ |     | - 88′ (авт.) ? |

| Игрок                | Клуб       |                | Вышел на замену | Гол  |
| -------------------- | ---------- | -------------- | --------------- | ---- |
| Полежаев, Александр  | «Меркур»   | Серебряный гол | 1               | (-1) |
|                      |            |                |                 |      |
| Филиппов IV, Георгий | «Коломяги» |                | 3               |      |
| Скобелев, Василий    | «Меркур»   |                | 1               |      |
|                      |            |                |                 |      |
| Стенинг, Эдуард      | «Любители» |                | 1               |      |
| Батырев, Павел       | «Спорт»    |                | 1               |      |
| Лагунов, Дмитрий     | «Коломяги» |                | 13              | 1    |
|                      |            |                |                 |      |
| Юрьёля, Ниило        | «Унитас»   |                | 1               |      |
| Филиппов III, Пётр   | «Коломяги» |                | 4               |      |
| Иванов, Георгий      | «Меркур»   |                | 1               |      |
| Карнеев, Борис       | «Коломяги» | Гол            | 1               | 1    |
| Блинков, Яков        | «Унитас»   |                | 1               |      |

| Москва       |  |
| ------------ |  |
| Шашин        |  |
|              |  |
| В.Потапов    |  |
| Меморский    |  |
|              |  |
| В.Леонтьев   |  |
| С.Бухтеев    |  |
| Фигурновский |  |
|              |  |
| Перницкий    |  |
| Н.Троицкий   |  |
| Цыплёнков    |  |
| Канунников   |  |
| Шапошников   |  |

## Неофициальные матчи
1. Междугородний матч
| 8 сен Неоф (1) | Петроград | 0:2 | «Новогиреево»         | Поле «Замоскворецкого» КС              |
| |           |     | - ~60′ 89′ Н.Троицкий | Зрителей: 5000 Судья: Э.Фиала (Москва) |
| Петроград: Полежаев - Г.Филиппов, Скобелев - Стенинг, Батырев, Лагунов - Юрьёля, П.Филиппов, Г.Иванов, Карнеев, Я.Блинков «Новогиреево»: Н.Смирнов - Игнатов, Канаев - В.Леонтьев, С.Бухтеев, Фигурновский - С.Чесноков, Н.Троицкий, Цыплёнков, Канунников, И.Артемьев |           |     |                       |                                        |

## Комментарии
1. ↑  К.Есенин указывал для сборной Москвы только междугородние и международные матчи[1]
2. ↑  В реестре матчей сборной Санкт-Петербурга (Петрограда, Ленинграда), опубликованном группой ленинградских историков и статистиков под редакцией Н.Киселёва[2] учтены только междугородние матчи со сборными городов и республик
3. ↑  Г.Калянов предложил разделение матчей на официальные и товарищеские (для сборной Москвы)[3]
4. ↑  в том числе недоигранные и аннулированные, а также сыгранные с неформатными сборными и клубами — все матчи, объявленные как матчи официальных турниров
5. ↑  Матчи второй, третьей и т. д. (дублёров), а также ведомственных (например, сборной профсоюзов) сборных считаются неформатными. Тем не менее, междугородние матчи и «русской», и «английской» сборных Санкт-Петербурга и Москвы начала века, согласно установившейся традиции, учитываются историками[4][5][1] в их реестрах
6. ↑  Тем не менее, несколько международных матчей 1910-х годов с командами, формально не соответствующими строго данному критерию, но в игровом плане нередко подавляюще превосходившими сборные Санкт-Петербурга и Москвы, учтены[6][7] в их реестрах

### Периодика
- Материалы московской периодики 1917. История московского и подмосковного футбола — vk.com.
- «Русскiй спортъ» Москва 1917. НЭБ — rusneb.ru.